# Arisaema aridum
Arisaema aridum är en kallaväxtart som beskrevs av Hen Li. Arisaema aridum ingår i släktet Arisaema och familjen kallaväxter. Inga underarter finns listade.